# Li Deliang
Li Deliang (chinesisch 李德亮; * 19. September 1967 in Shantou) ist ein ehemaliger chinesischer Wasserspringer. 
Li Deliang nahm 1987 an der Universiade in Zagreb, SFR Jugoslawien teil. Dort holte er hinter seinem Landsmann Tan Liangde Silber vom 3-Meter-Brett.
Ein Jahr später nahm Li in Seoul an den Olympischen Spielen teil. Er konnte dort vom 3-Meter-Brett den Deutschen Albin Killat knapp von Platz 3 verdrängen und so die Bronzemedaille mit nach Hause nehmen.
Auch in den folgenden Jahren konnte er international noch etwas auf sich aufmerksam machen. So gewann er bei den Asienspielen 1990 in seinem Heimatland Gold im Team und Silber vom 3-Meter-Brett. Ein Jahr später errang er bei der Sommer-Universiade 1991 in Sheffield Gold vom 3-Meter-Brett.
Bei den Weltmeisterschaften 1991 in Perth schnupperte er noch einmal an einer Medaille, wurde aber vom Münchner Killat, den er in Seoul noch knapp besiegt hatte, geschlagen.